# Pamba SC
Pamba Sports Club ist ein Fußballverein aus der tansanischen Stadt Mwanza und spielt in der zweithöchsten Spielklasse des Landes. Der Verein gewann zwischen 1989 und 1992 eine nationale Meisterschaft und zwei Landespokale, was allerdings bis heute die einzigen Titel sind, die der Verein vorweisen kann.

## Erfolge
- Tansanische Meisterschaft: 1
  - 1990
- Tanzania FA Cup: 2
  - 1989, 1992

## Statistik in den CAF-Wettbewerben
| Wettbewerb                          | Runde    | Gegner                   | Hinspiel | Rückspiel |  |
| ----------------------------------- | -------- | ------------------------ | -------- | --------- |  |
|                                     |          |                          |          |           |  |
| African Cup Winners’ Cup 1990       | Vorrunde | Red Star Anse-aux-Pins   | 0:5 (H)  | 12:1 (A)  |  |
|                                     | 1. Runde | BTM Antananarivo         | 0:0 (H)  | 1:2 (A)   |  |
| African Cup of Champions Clubs 1991 | Vorrunde | Lesotho Defence Force FC | 3:0 (H)  | 0:0 (A)   |  |
|                                     | 1. Runde | CD Matchedje de Maputo   | 1:1 (H)  | 0:1 (A)   |  |
|                                     | 2. Runde | Villa SC                 | 4:1 (H)  | 1:2 (A)   |  |